# Pholile Shakantu

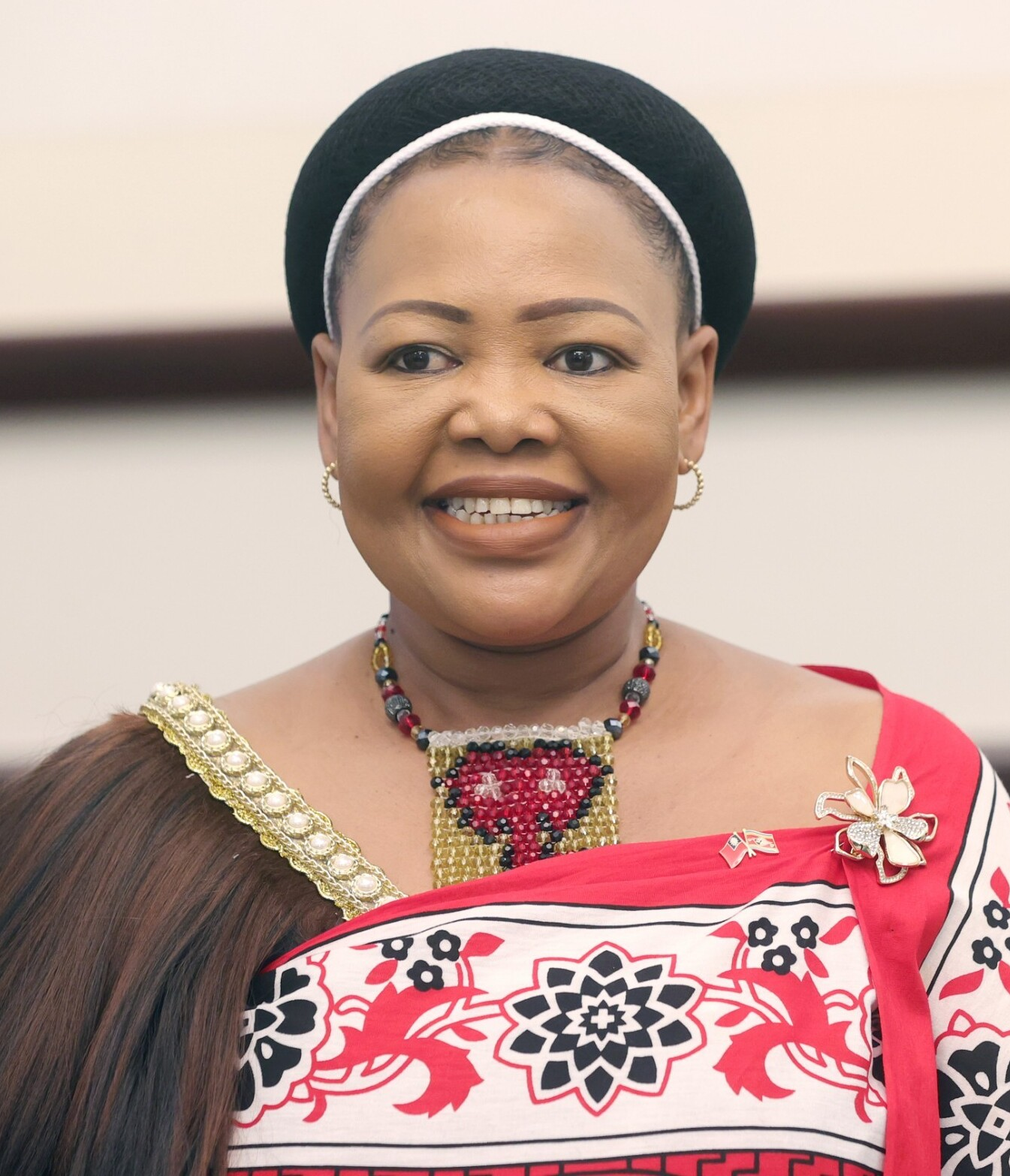
Pholile Shakantu (2024)

Pholile Dlamini Shakantu (geb. vor 1995) ist eine eswatinische Politikerin. Sie war von 2018 bis 2023 Justizministerin und ist seit 2023 Außenministerin ihres Landes.

## Leben
Pholile Shakantu absolvierte ein Jurastudium an der University of Eswatini. Außerdem erwarb sie einen Master-Abschluss an der Beckett University im britischen Leeds in Leadership and Change Management.
Sie erhielt Zulassungen als Rechtsanwältin, Rechtsberaterin und Notarin und arbeitete sowohl im Unternehmens- als auch im Privatbereich. So erwarb sie Kenntnisse im Handelsrecht, im Telekommunikationssektor, bei Regulierung und Unternehmensführung.
Ihre Karriere umfasst auch eine Amtszeit als Mitglied der Judicial Service Commission und als stellvertretende Vorsitzende der Elections and Boundaries Commission. 2018 wurde sie von König Mswati III. zur Justizministerin ernannt und hatte dieses Amt bis 2023 inne.
Als Justizministerin setzte sie sich insbesondere für die Digitalisierung des Justizsektors und außerdem für Initiativen ein, die darauf abzielten, benachteiligte Gruppen im Königreich rechtlich zu unterstützen, indem sie Programme wie die Small Claims Courts und die Einführung von Prozesskostenhilfe auf den Weg brachte.
2023 wurde sie nach der Ernennung von Russell Dlamini zum 12. Premierminister vom König zur Senatorin ernannt, einem Gremium aus 30 Personen, die den König bei der Staatsführung berät.
Am 13. November 2023 wurde Shakantu dann zur Außenministerin ernannt. 2024 besuchte sie die Taiwan und wurde von Präsidentin Tsai Ing-wen und Vizepräsident Lai Ching-te als Verbündete empfangen. Eswatini ist das einzige Land in Afrika, das die Republik China anerkennt. Tsai bedankte sich bei Shakuntu für die Unterstützung ihres Landes, das sich auch bei den Vereinten Nationen zeige. Shakuntu und der taiwanische Außenminister Joseph Wu unterzeichneten ein Abkommen, das die engen Beziehungen zwischen den beiden Ländern bekräftigte. In den vorausgegangenen 25 Jahren hatte Taiwan Eswatini mit schätzungsweise mehr als zwei Milliarden Dollar unterstützt.
Die taiwanische Regierung präsentierte Shakuntu ihre 2021 gestartete nationale Digitalplattform TaiwanPlus, und sie diskutierten darüber, wie diese die Zusammenarbeit und die Bekämpfung von Desinformation unterstützen könnte.
Shakuntu ist die Gründerin und Schirmherrin des Eswatini Network of Women, einer Organisation, die sich auf die Stärkung von Frauen in Sport, Politik und Kunst konzentriert.